# Однородность времени
| Симметрия в физике             | Симметрия в физике                    | Симметрия в физике               |
| Преобразование                 | Соответствующая инвариантность        | Соответствующий закон сохранения |
| ------------------------------ | ------------------------------------- | -------------------------------- |
| ↕ Трансляции времени           | Однородность времени                  | …энергии                         |
| ⊠ C, P, CP и T-симметрии       | Изотропность времени                  | …чётности                        |
| ↔ Трансляции пространства      | Однородность пространства             | …импульса                        |
| ↺ Вращения пространства        | Изотропность пространства             | …момента импульса                |
| ⇆ Группа Лоренца (бусты)       | Относительность лоренц-ковариантность | …движения центра масс            |
| ~ Калибровочное преобразование | Калибровочная инвариантность          | …заряда                          |

Одноро́дность времени — означает, что все моменты времени равноправны, то есть что если в два любые момента времени все тела замкнутой системы поставить в совершенно одинаковые условия, то начиная с этих моментов все явления в ней будут проходить совершенно одинаково. Однородность — одно из ключевых свойств времени в классической механике. Является фундаментальным обобщением опытных фактов.
Время обладает свойством однородности лишь в инерциальных системах отсчёта. В неинерциальных системах отсчёта время неоднородно. 
Все известные законы природы, в том числе для живой материи, подтверждают равномерность хода времени. Например, длина волн света, испущенного атомами далёких звёзд миллиард лет назад, с колоссальной точностью совпадает с длиной волны света, излучаемой атомами в настоящее время. 
Время называется однородным, если изменение момента начала любого физического эксперимента при одинаковых начальных условиях не влияет на его результат, то есть физическое явление, осуществлённое в какой-нибудь момент времени может быть в точности воспроизведено в любой последующий момент времени. Время само по себе в случае его однородности не влияет на протекание физических явлений, любой момент времени можно выбрать за начальный и от него вести отсчёт времени. Однородность времени означает независимость законов движения системы от выбора начала отсчёта времени, при течении времени нет чем-либо примечательных, выделенных моментов и безразлично, от какого момента времени идет отсчёт. 
Из свойства однородности времени следует фундаментальный физический закон сохранения энергии, из свойств однородности пространства и времени следует закон инерции. 
То, что из неравномерности хода времени следует несохранение энергии, можно понять из следующего простого примера. Допустим, что неравномерность хода времени проявляется в периодических изменениях гравитационной постоянной. Тогда закон сохранения энергии нарушался бы в следующем периодическом процессе: подъём грузов вверх при малых значениях гравитационной постоянной и их опускание при больших значениях. 
Следует различать однородность и изотропность времени. 
Согласно общей теории относительности, скорость течения времени зависит от распределения и движения материи в пространстве. В тех областях пространства, где материя обладает большей энергией, время течёт медленней. В областях пространства с малыми значениями энергии время можно считать однородным. 

## Трансляции времени
Свойство однородности времени позволяет выделить из всех отображений точек вещественной оси на себя преобразования переноса на оси времени {\displaystyle P_{0}} вида {\displaystyle g(\tau ):t\rightarrow t+\tau }, которые называются трансляциями времени. Трансляции времени образуют группу.